# The Beatles at the Hollywood Bowl
The Beatles at the Hollywood Bowl is een lp van The Beatles die oorspronkelijk werd uitgebracht in 1977. Deze lp bevat niet eerder uitgebrachte liveopnamen die The Beatles maakten tijdens drie optredens in de Hollywood Bowl in 1964 en 1965.

## Live at the Hollywood Bowl
Op 9 september 2016 verscheen een geremasterde en uitgebreide cd van de optredens in de Hollywood Bowl, getiteld Live at the Hollywood Bowl. De nieuwe uitgave werd geproduceerd door Giles Martin, de zoon van George Martin.

## Nummers
Alle muziek en teksten zijn geschreven door Lennon-McCartney, behalve waar anders vermeld. 
| Nr. | Titel                | Schrijver(s)              | Opnamedatum         | Duur |
| --- | -------------------- | ------------------------- | ------------------- | ---- |
| 1.  | Twist and shout      | Phil Medley, Bert Russell | 30 augustus 1965    | 1:33 |
| 2.  | She's a Woman        |                           | 30 augustus 1965    | 2:53 |
| 3.  | Dizzy, Miss Lizzy    | Larry Williams            | 29/30 augustus 1965 | 3:39 |
| 4.  | Ticket to Ride       |                           | 29 augustus 1965    | 2:51 |
| 5.  | Can't Buy Me Love    |                           | 30 augustus 1965    | 2:14 |
| 6.  | Things We Said Today |                           | 23 augustus 1964    | 2:18 |
| 7.  | Roll Over Beethoven  | Chuck Berry               | 23 augustus 1964    | 2:28 |

| Nr. | Titel              | Schrijver(s)                                        | Opnamedatum      | Duur |
| --- | ------------------ | --------------------------------------------------- | ---------------- | ---- |
| 8.  | Boys               | Luther Dixon, Wes Farrell                           | 23 augustus 1964 | 2:08 |
| 9.  | A Hard Day's Night |                                                     | 30 augustus 1965 | 3:13 |
| 10. | Help!              |                                                     | 29 augustus 1965 | 2:46 |
| 11. | All My Loving      |                                                     | 23 augustus 1964 | 2:15 |
| 12. | She Loves You      |                                                     | 23 augustus 1964 | 2:31 |
| 13. | Long Tall Sally    | Enotris Johnson, Richard Penniman, Robert Blackwell | 23 augustus 1964 | 2:53 |

| Nr. | Titel                            | Schrijver(s) | Opnamedatum      | Duur |
| --- | -------------------------------- | ------------ | ---------------- | ---- |
| 14. | You Can't Do That                |              | 23 augustus 1964 | 2:34 |
| 15. | I Want to Hold Your Hand         |              | 23 augustus 1964 | 2:29 |
| 16. | Everybody's Trying to Be My Baby | Carl Perkins | 30 augustus 1965 | 2:21 |
| 17. | Baby's in Black                  |              | 30 augustus 1965 | 2:44 |